# In medias res
In medias res („od razu do rzeczy” ) – sposób rozpoczynania narracji od kluczowego momentu wydarzeń, który stanowi część powiązanego ciągu zdarzeń. Sytuacja ta jest kontynuacją wcześniejszych wydarzeń, a dalsze jej rozwinięcie następuje w toku narracji. Wyjaśnienie wcześniejszych okoliczności pojawia się później w formie retrospekcji. Technika ta wywodzi się z praktyki Homera, widocznej m.in. w Iliadzie i Odysei, a jej skuteczność została podkreślona przez Horacego w Ars poetica. Choć wywodzi się z eposów antycznych, in medias res jest współcześnie stosowane w różnych formach narracji fikcyjnej i niefikcyjnej .